# Вас-Банфи
Замъкът Вас-Банфи в Джилъу (на румънски: Castelul Wass-Banffy de la Gilău) е замък в с. Джилъу, окръг Клуж, Румъния и е част от списъка на архитектурните паметници на окръг Клуж, разработен от румънското министерство на културата през 2004 г. Замъкът заема площ от около 11 хектара.
Началото на строежа на цитаделата е поставено през 1439 г. по заповед на епископ Г. Лепеш. Около 1500 г. цитаделата е трансформирана в замък по заповед на епископ Ладислау Герб, в стил ренесанс. В периода 1599 – 1601 г. замъкът е дом на влашкия владетел Михай Витязул.
През следващия век замъкът е разрушен, а по-късно построен наново и реставриран, след което използван за различни цели. През следващите десетилетия тук се помещава Джилъуската гимназия.